# Diwan (literatura)
Un diwan o divan (àrab: ديوان, dīwān; persa: ديوان, dīvān) és, en la literatura àrab, persa i otomana, un recull de poemes d'un sol autor, podent designar tant una selecció com l'obra completa d'un poeta. Es tracta d'un mot àrab provinent del persa dibir (‘escriptor’ o ‘escrivà’) que significava, en primera instància, ‘llista’ o ‘registre’.
A Occident el terme es va usar, a partir del Romanticisme, per designar col·leccions de poemes de tema exòtic, com ara West-östlicher Diwan (Divan occidental-oriental, 1819) de Goethe i Diván del Tamarit (1936) de García Lorca.